# Hexatoma (Eriocera) saga
Hexatoma (Eriocera) saga is een tweevleugelige uit de familie steltmuggen (Limoniidae). De soort komt voor in het Neotropisch gebied.